# Italienische Faustballnationalmannschaft der Frauen
Die italienische Faustballnationalmannschaft der Frauen ist die von den italienischen Nationaltrainern getroffene Auswahl italienischer Faustballspielerinnen. Sie repräsentieren die Federazione Italiana Faustball (FIF) auf internationaler Ebene bei Veranstaltungen der European Fistball Association und International Fistball Association.

## Internationale Erfolge
Seit der Faustball-Europameisterschaft der Frauen 1999 in Deutschland nimmt die italienische Faustballnationalmannschaft der Frauen an internationalen Wettbewerben teil. Die erste WM-Teilnahme gab es 2006 in Jona.

### Weltmeisterschaften
| - 2006 in der Schweiz: 7. Platz (von 9) - 2010 in Chile: nicht teilgenommen - 2014 in Deutschland: 6. Platz (von 10) - 2016 in Brasilien: nicht teilgenommen - 2018 in Österreich: 7. Platz (von 11) |

### Europameisterschaften
| - 1999 in Deutschland: 5. Platz (von 6) - 2000 in der Schweiz: 4. Platz (von 5) - 2001 in der Schweiz: 6. Platz (von 6) - 2003 in Österreich: nicht teilgenommen - 2004 in Deutschland: nicht teilgenommen | - 2005 in Österreich: 4. Platz (von 5) - 2007 in Österreich: 4. Platz (von 4) - 2008 in Deutschland: nicht teilgenommen - 2009 in der Schweiz: 4. Platz (von 5) - 2011 in Deutschland: 4. Platz (von 5) | - 2012 in der Schweiz: 4. Platz (von 5) - 2013 in Tschechien: 4. Platz (von 5) - 2015 in Italien: 4. Platz (von 5) - 2017 in Deutschland: 4. Platz (von 4) - 2019 in Tschechien: 6. Platz (von 9) |

## Team

### Aktueller Kader
Kader bei der Heim-EM 2015 in Bozen:
| Nr.            | Name            | Verein      | LS      |         |         |         |         |
| Angriff        | Angriff         | Angriff     | Angriff | Angriff | Angriff | Angriff | Angriff |
| -------------- | --------------- | ----------- | ------- | ------- | ------- | ------- | ------- |
| 1              | Anna Frenes     | SSV Bozen   | 9       |         |         |         |         |
| 3              | Rebekka Obexer  | SSV Bozen   | 20      |         |         |         |         |
| 6              | Christine Meran | SSV Bozen   | 48      |         |         |         |         |
| Abwehr/Zuspiel |                 |             |         |         |         |         |         |
| 2              | Manuela Neyer   | SSV Bozen   | 11      |         |         |         |         |
| 4              | Marilena Menz   | SSV Bozen   | 10      |         |         |         |         |
| 5              | Gloria Biasion  | TV Käfertal | 30      |         |         |         |         |
| 7              | Gabi Hofer      | SSV Bozen   | 25      |         |         |         |         |
| 8              | Lisi Lang       | SSV Bozen   | 16      |         |         |         |         |

### Trainer
| Name              | Funktion        |
| ----------------- | --------------- |
| Joachim Pertinger | Nationaltrainer |
| Philipp Frasnelli | Nationaltrainer |